# کلانژیت صعودی
کلانژیت حاد (به انگلیسی: Acute cholangitis) یا آماس زَرداب‌راه یا کُلانژیت صعودی (به انگلیسی: Ascending cholangitis) نوعی التهاب است که بر اثر انسداد آن‌ها یا پس از عمل جراحی رخ می‌دهد.
کُلانژیت صعودی ناشی است از سنگ کلدوک (سنگ در مجاری صفراوی مشترک) که صفرا را از کیسه صفرا به روده باریک انتقال می‌دهند. این بیماری اغلب ناشی از سنگ کیسه صفرا (کله لیتیاز) بوده و همراه با کله‌سیستیت (التهاب کیسه صفرا) می‌باشد.
علائم این بیماری در اینگونه موارد مشابه کله‌سیستیت بوده و به دو شکل مزمن (کولیک صفراوی) و حاد (کلانژیت صعودی) دیده می‌شود.
در کلانژیت به خصوص فرم حاد ما عفونت باکتریایی مجاری صفراوی را داریم شایع‌ترین ارگانیسم‌های ایجادکننده باکتری‌های هوازی گرم منفی روده‌ای مثل ای کلای، کلبسیلا، کلستریدیوم، باکتروئیدها، انتروباکترها و استرپتوکوک‌های گروه D هستند.
سپسیس در سیر بیماری کلانژیت یک یافته غالب می‌باشد بنابراین ارزیابی تشخیصی و مداخله سریع در این بیماری ضروری است.

## کلانژیت اولیهٔ اسکلروزان
کُلانژیت صعودی اولیهٔ اسکلروزان یک بیماری غیر شایع است که با التهاب منتشر مجرای صفراوی مشخص می‌شود و به فیبروز و تنگی‌های دستگاه صفراوی می‌انجامد. تشخیص کلانژیت اولیهٔ اسکلروزان معمولاً با کلانژیوگرافی آندوسکوپیک پس‌رونده (ERCP) انجام می‌شود. این بیماری اغلب با کولیت اولسروز همراه است.
درمان همان درمان کله‌سیستیت است و فقط تأکید بیشتری بر آنتی‌بیوتیک وسیع الطیف می‌شود. باید متوجه احتمال پانکراتیت نیز بود.